# 张占林 (1936年)
张占林（1936年1月—），男，北京大兴人，中国政治人物，曾任北京市大兴区长子营镇留民营村党支部书记。第六、七、八、九届全国人大代表。全国劳动模范。

## 生平
1949年1月参加工作，历任大兴县长子营乡留民营村教育委员、生产队长、党支部委员等职。1960年10月加入中国共产党。1969年（一说1968年）至2004年，任留民营村（留民营大队）党支部书记。1993年，任长子营乡党委委员、留民营生态农场党支部书记、场长。2005年退休。
1980年代初，留民营村开展生态农业试验，建设沼气池。1982年被列为国家环境保护局和北京市环境保护局“六五计划”重点研究项目。1986年，留民营村被联合国环境规划署正式认定为“中国生态农业第一村”。1990年代，留民营村开始利用生态养殖场统一生产沼气供应全村各户。
1984年4月9日，张占林在北京市第八届人民代表大会第二次会议上被补选为第六届全国人民代表大会代表。

## 轶事
- 1980年，留民营村因超额完成粮食生产指标，政府奖励村干部6万元人民币现金。张占林用这笔钱在除夕准备了千人饺子宴，让全村村民大年团聚。此后，这个风俗就一直保留下来[4]。
- 因貌似毛泽东，在北京开会时经常被人们围追拍照[5]。

## 荣誉
- 北京市特级劳动模范（1985年）
- 全球环境保护先进个人（1987年6月，联合国环境规划署）
- 国家科技进步一等奖（1988年）
- 全国劳动模范（1985年、1989年）
- 全国优秀党务工作者（1989年）
- 全国环保先进工作者（1992年）

## 家庭
- 长子：张玉华，曾任北京市大兴区留民营村党总支书记。